# Baubach Béla
Baubach Béla (Bártfai) (Újpest, 1895. április 3. – Budapest, 1976. szeptember 29.) válogatott labdarúgó, középfedezet.

## Pályafutása

### Klubcsapatban
Az Újpesti TE labdarúgója volt. Már tizenöt évesen, az 1912–13-as idényben bemutatkozott az élvonalban. Fáradhatatlan, szorgalmas labdarúgó, volt, aki kitűnő fejjátéka alapján került a válogatottba.

### A válogatottban
1923-ban egy alkalommal szerepelt a válogatottban.

## Sikerei, díjai
- Magyar bajnokság
  - 2. 1922–23

## Statisztika

### Mérkőzése a válogatottban
| Magyarország | Magyarország     | Magyarország            | Magyarország | Magyarország | Magyarország | Magyarország | Magyarország | Magyarország |
| #            | Dátum            | Helyszín                | Hazai        | Eredmény     | Vendég       | Kiírás       | Gólok        | Esemény      |
| ------------ | ---------------- | ----------------------- | ------------ | ------------ | ------------ | ------------ | ------------ | ------------ |
| 1.           | 1923. március 4. | Genova, Marassi-stadion | Olaszország  | 0 – 0        | Magyarország | barátságos   | -            |              |
|              | Összesen         |                         |              | 1            | mérkőzés     |              | 0            | gól          |